# Mazda Premacy
Mazda Premacy — компактвен японської компанії Mazda.

## Перше покоління

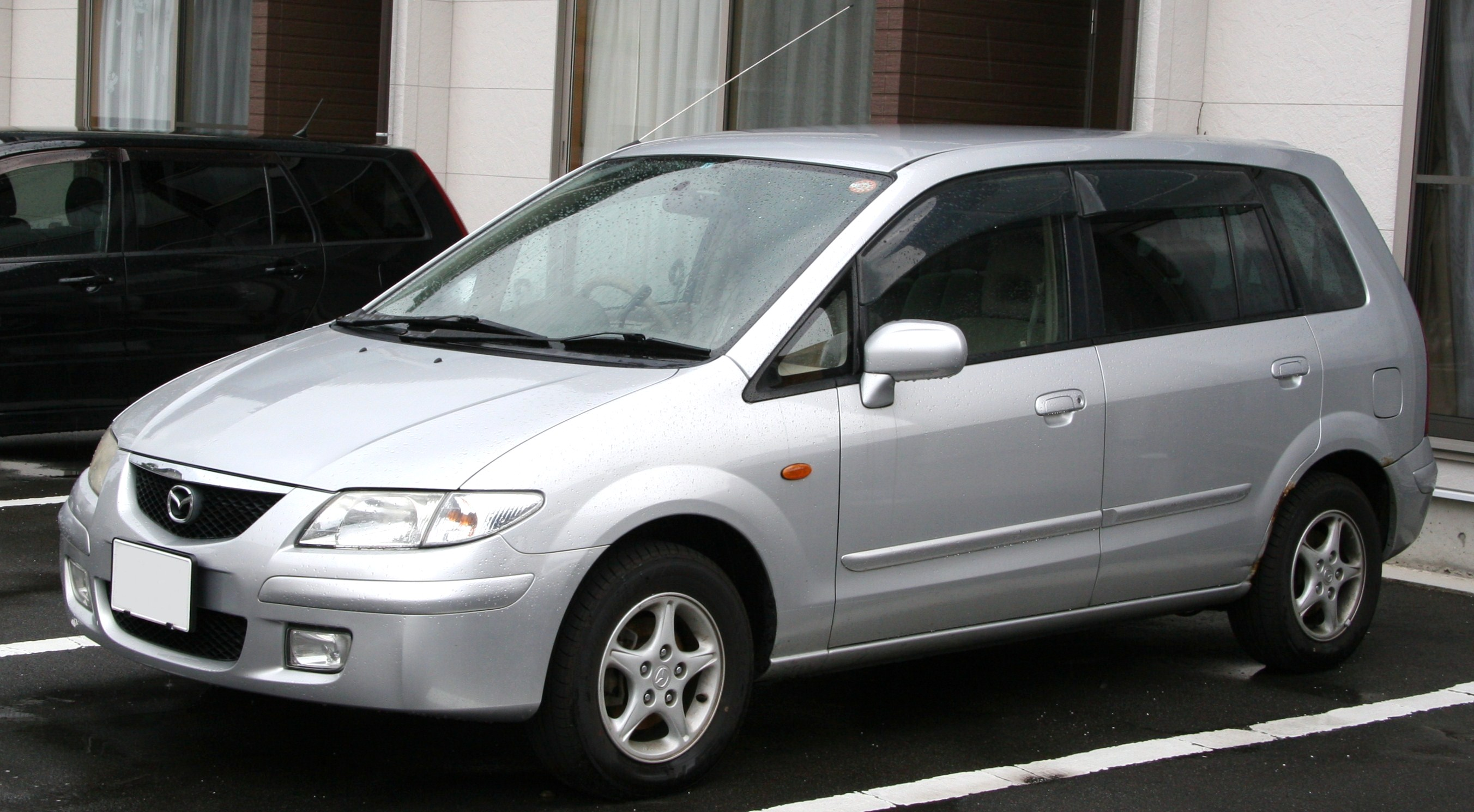
Mazda Premacy 1

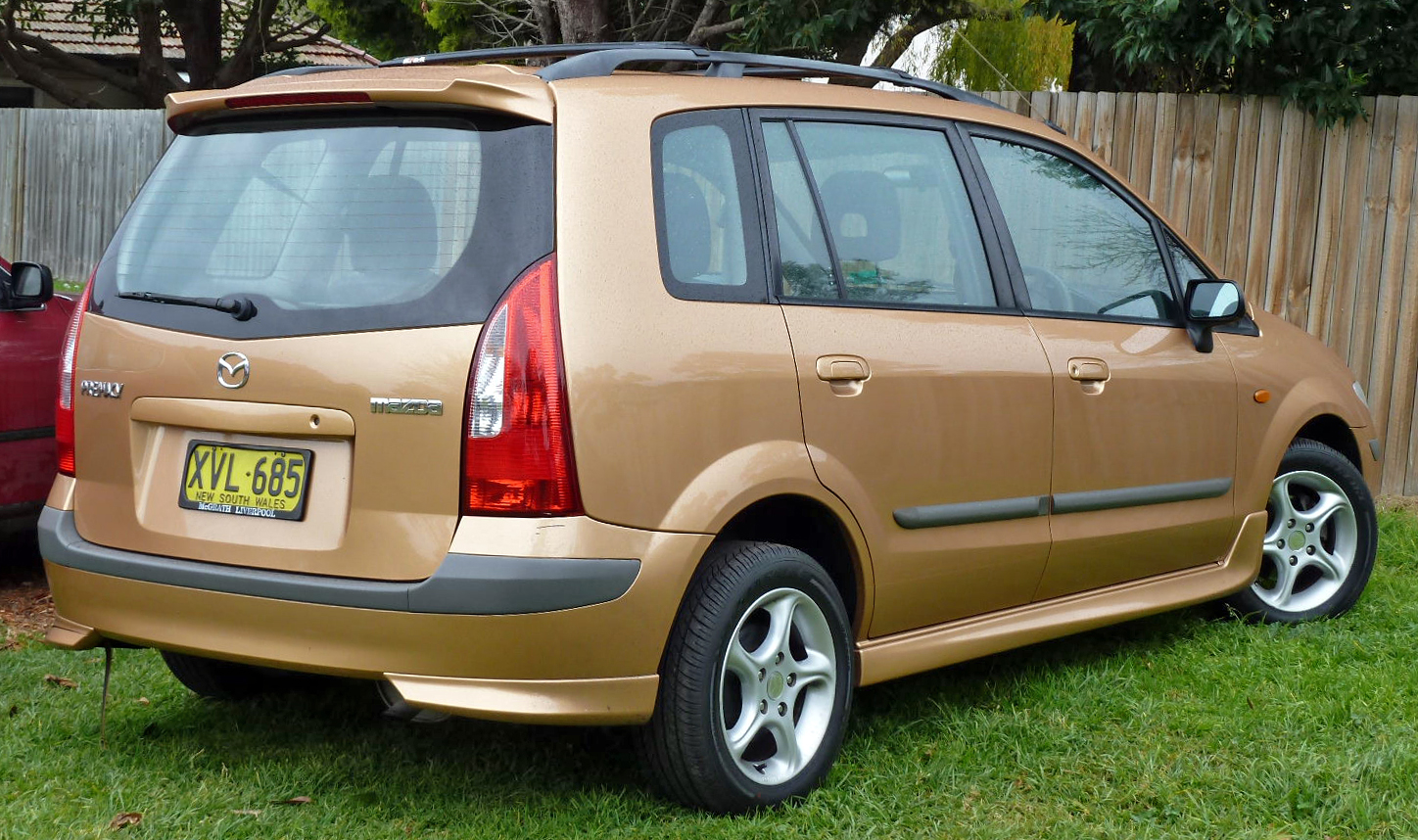

Виробництво першого покоління якого Mazda Premacy тривало в Японії з 1999 по 2005 рік. П'ятидверний автомобіль, в салоні якого могли розміститися до семи осіб, базувався на платформі Mazda CP. Покупцям пропонувалися як передньопривідні, так і повнопривідні версії. Довжина машин зразка 1999 року дорівнювала 4295 мм, ширина — 1695 мм, а висота — 1590 мм. Колісна база — 2670 мм. За час випуску на Premacy ставили три мотори: бензинові 1.8 і 2.0, а також 2.0 турбодизель. З двигунами могли працювати в парі п'ятиступінчаста «механіка» або чотирьохдіапазонний «автомат». Під ім'ям Premacy компактвен продавався майже по всьому світу, але в деяких країнах Азії він іменувався Ford Ixion, а на ринку Китаю — Haima Freema.
Всі моделі Mazda Premacy комплектуються: кондиціонером, передніми і бічними подушками безпеки, іммобілайзером, електропривідними передніми вікнами. Залежно від комплектації, мінівен може оснащуватися: системою контролю тяги, електропривідними задніми вікнами і легкосплавними дисками. За додаткову плату автомобіль може комплектуватися: дитячим сидінням Isofix, панорамним дахом, клімат-контролем, інформаційно-розважальною системою і ABS. Основними конкурентами автомобіля в даному секторі є Renault Scenic і Vauxhall Zafira.
Всього в світі продано 285,258 автомобілів Premacy і Mazda 5 першого покоління.

### Двигуни
- 1.8 л FP-DE I4, 100 к.с., 152 Нм
- 1.8 л FP-DE I4, 114 к.с., 161 Нм
- 2.0 л FP-DE/FP-ZE I4, 122 к.с., 171 Нм
- 2.0 л diesel I4, RF-T DI I4, 90 к.с., 220 Нм
- 2.0 л diesel I4, RF-T DI I4, 100 к.с., 230 Нм

## Друге покоління

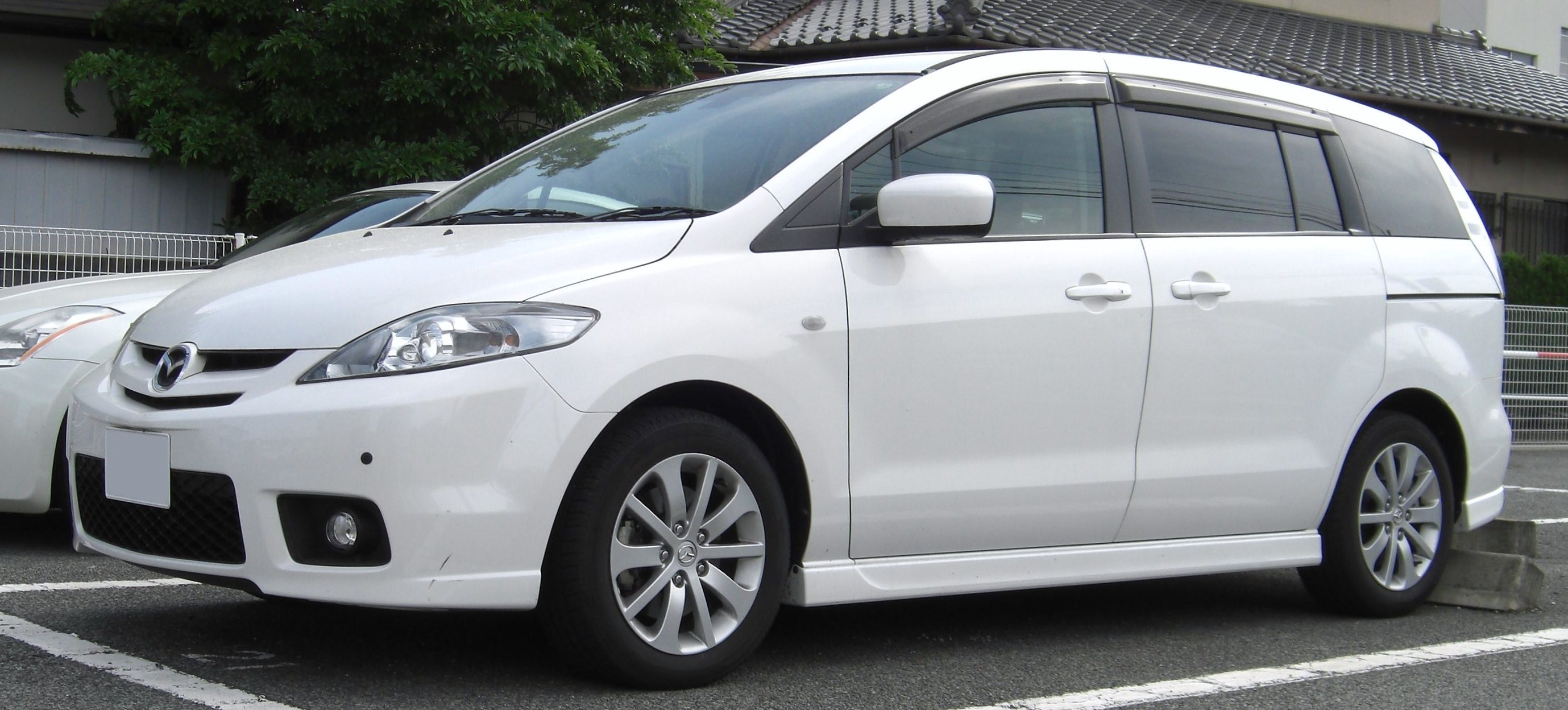
Mazda Premacy 2

## Третє покоління

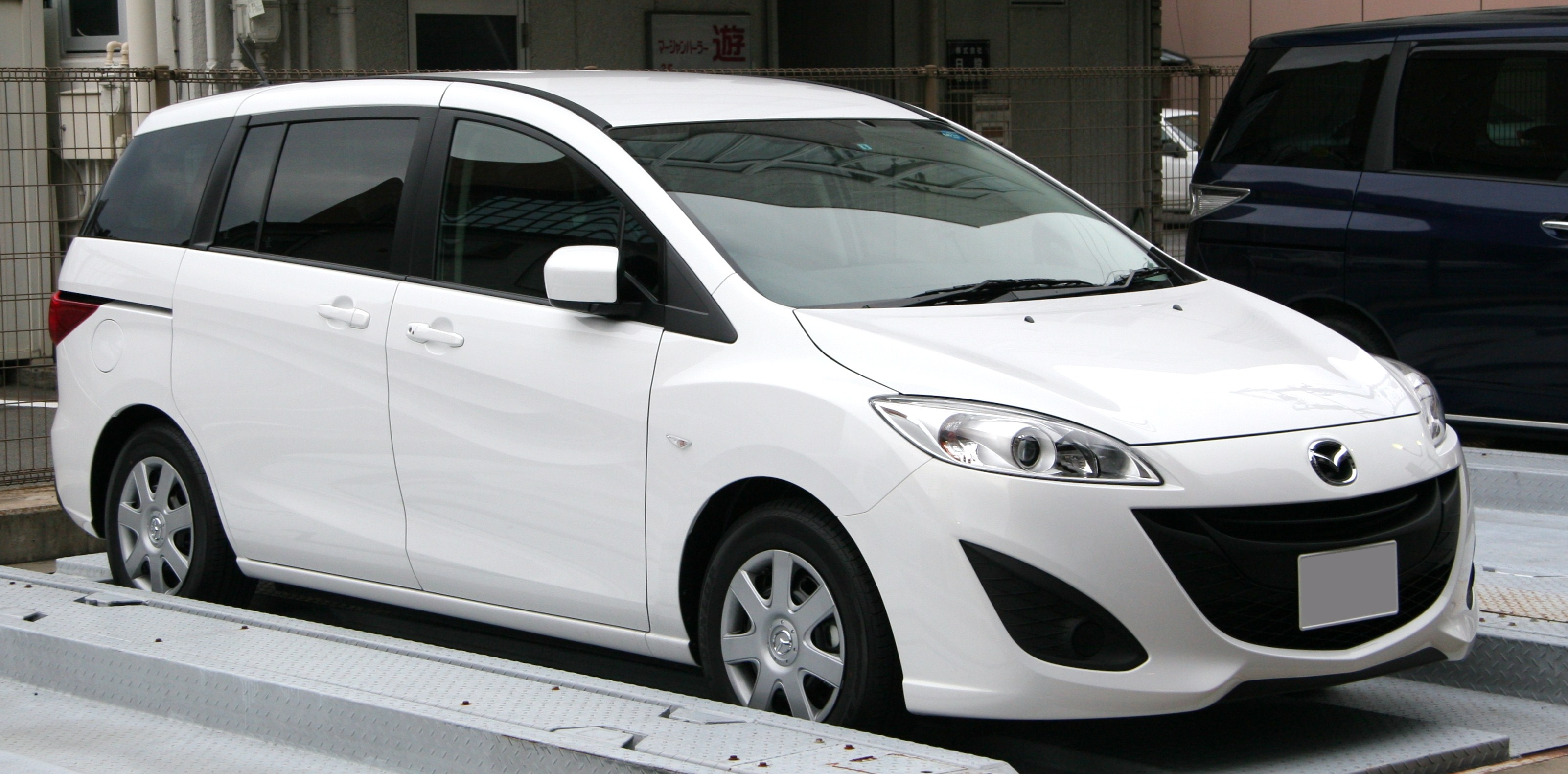
Mazda Premacy 3